# Karl Holz
Karl Holz, född 27 december 1895 i Nürnberg, död 20 april 1945 i Nürnberg, var en tysk nazistisk politiker och general i SA. Han var Gauleiter i Gau Franken 1944–1945.

## Biografi
Holz anslöt sig 1920 till det högerextrema, antisemitiska Deutschsozialistische Partei, där Julius Streicher var en framträdande medlem. Holz blev god vän med Streicher och blev senare redaktionschef för tidningen Der Stürmer. Holz inträdde den 11 november 1922 i Nationalsocialistiska tyska arbetarepartiet med medlemsnummer 77.
Kort före Kristallnatten 1938 yttrade Holz följande om judendomen:
| ” | En parasit, en pest, en drönare, en patogen, som i mänsklighetens intresse måste elimineras. | „ |

Holz blev 1942 tillförordnad Gauleiter för Gau Franken och i november 1944 utnämnde Adolf Hitler honom till ordinarie Gauleiter. I andra världskrigets slutskede barrikaderade sig Holz i Palmenhofbunker i Nürnberg tillsammans med bland andra stadens överborgmästare Willy Liebel. Det antas att Holz sköt ihjäl Liebel och därpå begick självmord.